# JJ (奥地利歌手)
约翰内斯·皮奇（德語：Johannes Pietsch，2001年4月29日—），艺名JJ，奥地利唱作歌手。2025年，凭借歌曲《虚度的爱》代表奥地利参加2025年歐洲歌唱大賽，在总决赛上夺得冠军。

## 早年经历
JJ在維也納出生，父亲是奥地利的IT专家，母亲是菲律宾裔厨师。JJ在迪拜成长，经常随父母参加当地的卡啦OK派对，从中受到流行乐熏陶，再加上在父亲影响下接触歌剧，两者深入影响他后来的流行歌剧风格。2016年，一家人回流奥地利。

## 歌唱生涯
2020年，因错过《德国好声音》的报名截止日期，JJ转而参加了《英国好声音》第九季。在导师威廉的帮助下，JJ杀入淘汰赛阶段。次年，参加《星幻》第5季，成功杀入决赛。之后就读于维也纳市立音乐艺术大学。
2025年1月30日，奧地利廣播集團宣布选送JJ演唱作品〈虚度的爱〉参加2025年歐洲歌唱大賽。该曲由JJ、特奥多拉·斯皮里奇（2023年歐洲歌唱大賽参赛者）和托马斯·瑟纳（Thomas Thurner）共同创作，于2025年3月6日发行。在同年5月17日举行的总决赛中，该曲以436分的总成绩夺得冠军。

## 音乐风格
JJ音乐风格糅合了歌剧和流行乐元素。作为一名音域延伸至高音的“女高音”型假聲男高音，JJ通过强烈而富有表现力的演唱和诠释方式，探索了这两种音乐风格。

## 个人生活
JJ会说德语、英语、法语和他加禄语。JJ在采访中表示自己是酷兒。 

## 作品名录

### 单曲
| 曲目         | 发行年份 | 榜单最高排名 | 所属专辑/EP |
| 曲目         | 发行年份 | AUT          | 所属专辑/EP |
| ------------ | -------- | ------------ | ----------- |
| 〈虚度的爱〉 | 2025     | 1            | 非专辑单曲  |